# Gratis, Ohio
Gratis là một làng thuộc quận Preble, tiểu bang Ohio, Hoa Kỳ. Năm 2010, dân số của làng này là 881 người.

## Dân số
- Dân số năm 2000: 934 người.
- Dân số năm 2010: 881 người.